# L'aquila dell'impero
L'aquila dell'impero è un romanzo storico di Simon Scarrow ambientato nell'anno 46 d.C., pubblicato in Italia nel maggio 2014 dalla casa editrice Newton Compton.
È il settimo romanzo della Eagles of the Empire Series con protagonisti Macrone e Catone.

## Trama

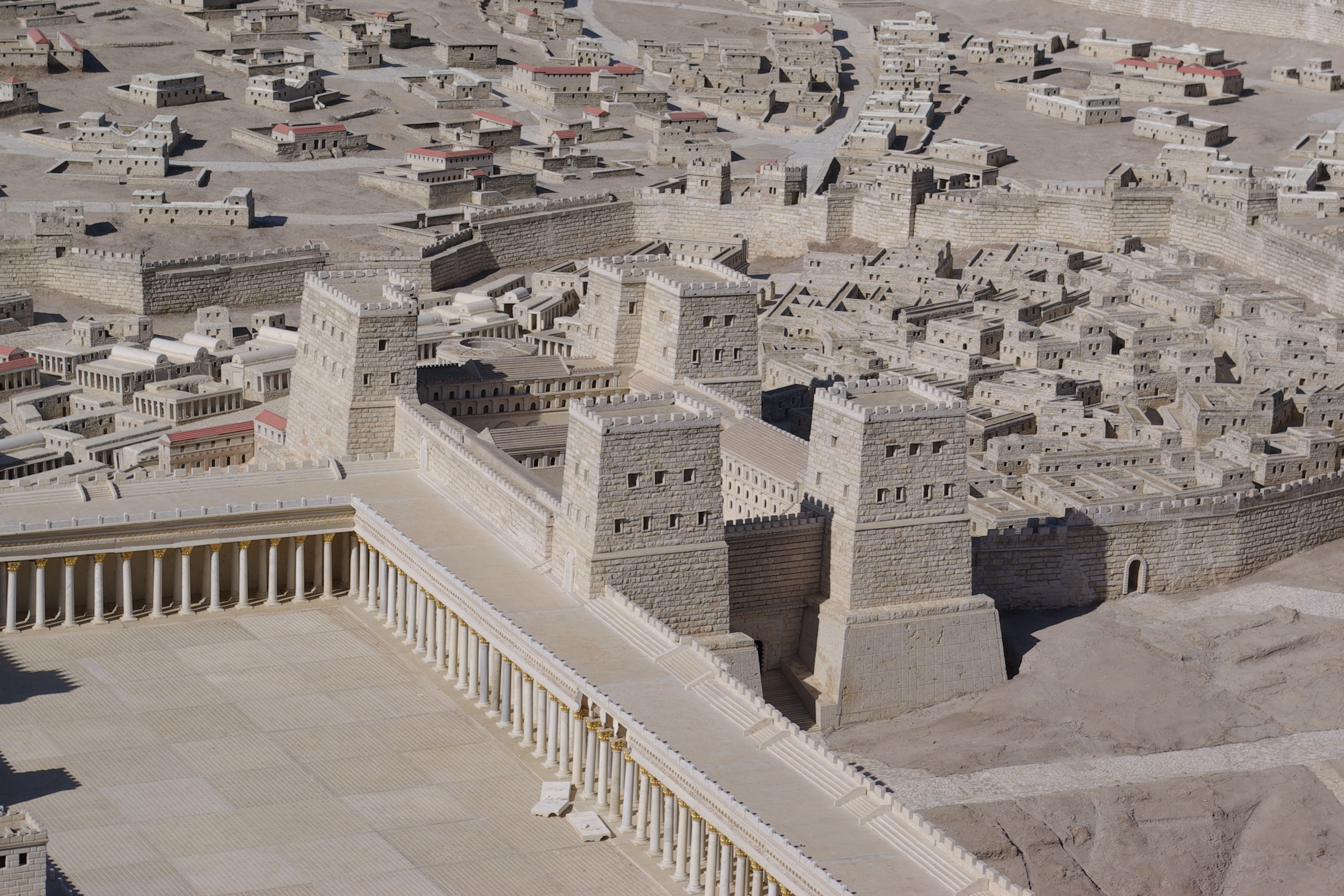
Plastico della Fortezza Antonia in Gerusalemme. Qui Macrone e Catone incontrano il centurione Floriano

Macrone e Catone giungono a Gerusalemme, nella provincia romana di Giudea, provenienti da Ravenna, per svolgere una missione, affidatagli da Narciso, avente l'obiettivo di smascherare le trame del governatore della Siria, Cassio Longino e dei suoi collaboratori, tra cui il prefetto di Giudea Tiberio Giulio Alessandro, che stanno cercando di minare il potere dell'imperatore Claudio, con una rivolta generale di tutte le province d'oriente. 
Una volta in città si rendono subito conto della difficoltà della loro missione, in quanto si ritrovano a fronteggiare il malcontento e l'ostilità delle popolazioni locali, vi è una moltitudine di sette, tra cui Idumei, Nabatei, Samaritani, Sadducei, Farisei e Maccabei, che si fronteggiano vicendevolmente e tutte sono ostili ai romani. Dopo aver affrontato una prima scaramuccia con alcuni ribelli, si recano presso la Fortezza Antonia per incontrare il centurione Floriano, comandante della guarnigione di Gerusalemme, che è anche il referente di Narciso in quanto a capo dei servizi segreti della provincia di Giudea.
Oltre a prendere informazioni per la loro missione, vengono messi al corrente che vi sono altri due rischi incombenti sulla provincia, un rivoltoso di nome Banno il Cananeo che si è posto a capo di un vero e proprio esercito, ed i Parti che minacciano di attraversare i confini per destabilizzare il dominio di Roma in oriente. In particolare questi ultimi stanno già spingendo alla rivolta alcuni membri della famiglia reale di Palmira, per tentare di collocare sul trono il principe Artasse con la promessa di essere suoi alleati. Il primo obiettivo di Macrone e Catone sarà quello di destituire il prefetto Scrofa ed assumere il comando della Seconda coorte Illirica di stanza a Bashir.
Macrone e Catone partono da Gerusalemme con destinazione la fortezza di Bashir, scortati da uno squadrone di ausiliari di cavalleria ed accompagnati dalla guida carovaniera Simeone, attraversano in successione il Monte del Tempio, la valle di Kidron e il Monte degli Ulivi, per fare tappa presso il forte della guarnigione di stanza nel villaggio esseno di Qumran, sulle rive del Mar Morto.
Ripreso il viaggio per Bashir, poco dopo aver guadato il fiume Giordano, vengono raggiunti dal ribelle Banno ed il suo folto gruppo di seguaci. Banno chiede la consegna di Macrone e Catone affinché li possa giustiziare per l'uccisione dei suoi compagni a Gerusalemme. Ovviamente Simeone ed i romani rifiutano l'accordo e ne nasce un violento scontro che poi prosegue con un inseguimento durante il quale Catone viene ferito alla testa. Per non perdere terreno sugli inseguitori Macrone e gli ausiliari fungono da esca e proseguono verso Bashir, facendosi inseguire da Banno, mentre Simeone porta Catone nel villaggio di Heshaba per farlo curare. Catone viene affidato alle cure di Miriam di Nazareth, che riferisce a Catone di essere la madre del defunto Joshua, morto crocifisso, e nonna di suo figlio Yusef che vive con lei. Una volta ripreso si ricongiunge a Macrone e si recano assieme a Bashir.
Giungono presso la fortezza di Bashir, ove è acquartierata la Seconda Coorte Illirica, al cui comando vi è il Prefetto Scrofa e nel momento in cui Macrone sta per assumere il comando si rende conto di aver smarrito nel deserto il rotolo con la nomina, e pertanto non può continuare nel suo intento se non inquadrandosi come sottoposto di Scrofa.
Nei giorni successivi i due centurioni prendono parte ad alcune spedizioni per conoscere meglio gli usi ed i costumi sia della Coorte che dei nativi.

Macrone segue il centurione Postumo e scopre che i centurioni sono avvezzi a farsi pagare dalle carovane, provenienti da Aelana, per offrire la loro protezione, mentre Catone, che segue il centurione Parmenione, si rende conto che le visite nei villaggi sono troppo dure nei confronti dei locali e ogni volta che se ne ispeziona uno non si fa che aumentare l'odio che i giudei nutrono per i Romani. In particolare durante l'ispezione al villaggio di Beth Mashon Catone assiste da parte del centurione Parmenione alla presa di cinque giovani giudei in ostaggio, per costringere i locali a non supportare il ribelle Banno, provocando la feroce reazione da parte degli abitanti e quando poi il legionario Cantho, in cerca di bottino, profana un tempio, anziché portare il legionario con sé per le dovute punizioni, per risolvere la situazione lo lascia alla mercé dei giudei che lo massacrano. 

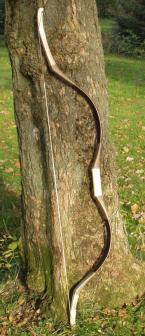
Un arco composito. Macrone fece addestrare all'uso di questo potente arco i suoi legionari per poter affrontare i ribelli di Banno.

Dopo uno scontro verbale tra Macrone e Catone con Scrofa, in merito a quanto i due hanno scoperto, questi lì confina nei propri alloggi. Finalmente, con uno stratagemma, Macrone e Catone riescono ad assumere il comando della fortezza di Bashir mettendo agli arresti il Prefetto Scrofa ed il centurione Postumo. Macrone può così assumere per la prima volta nella sua carriera la carica di Prefetto di coorte, e riorganizzata la coorte, in particolare facendo addestrare uno squadrone di cavalleria all'uso dell'arco composito, organizza subito una spedizione per incontrare i capi carovanieri che aveva salvato da un assalto di ribelli durante una delle uscite con Postumo. Organizza quindi un'imboscata per i ribelli facendo travestire da carovanieri i suoi uomini con l'appoggio di Simeone e suo figlio Murad, ed i capi carovanieri Tabor e Adul, e fa incamminare il gruppo verso Filadelfia. Il trucco riesce alla perfezione e Macrone ed i suoi alleati annientano un folto gruppo di ribelli, dei quali lasciano in vita solo uno affinché racconti che d'ora in poi le carovane vengono difese dai romani. I carovanieri sono nuovamente riconoscenti a Macrone e gli promettono che se in futuro avrà bisogno non deve far altro che mandare un messo alla casa di Tabor a Petra.
Frattanto Postumo, fingendosi ammalato, è riuscito a sfuggire al controllo dei suoi carcerieri e si è recato dal Governatore Longino, che immediatamente si reca con una scorta al seguito a Bashir per sapere da Macrone e Catone quali siano le motivazioni delle loro azioni.
Macrone e Catone si qualificano quindi come messi imperiali e giungono ad un accordo con Longino per farsi inviare rinforzi per affrontare Banno.

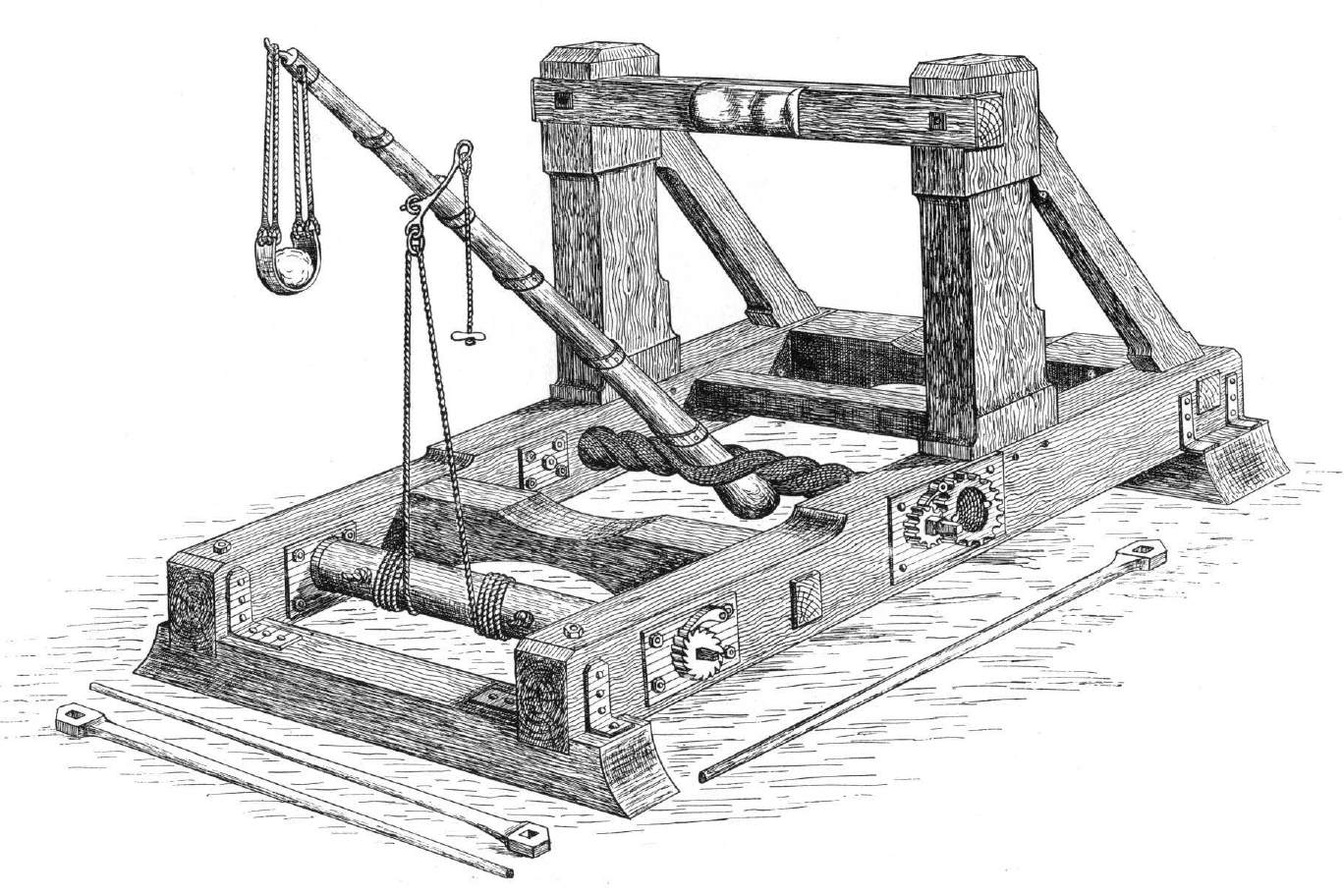
Onagro. Catone riesce a mettere fuori uso i due onagri che i parti stavano utilizzando durante l'assedio.

I rinforzi non arrivano ed i due centurioni, come molte altre volte in passato, sono costretti a risolvere una situazione disperata, con le truppe di Banno e dei Parti che li assediano, grazie a tutta la loro abilità ed inventiva. Inaspettatamente infatti spuntano due onagri che cominciano a bersagliare le mura della fortezza. Catone, con un gruppo di uomini, compie una sortita verso le linee nemiche e riesce a mettere fuori uso gli onagri bruciandoli. Dopo un'altra serie di azioni eroiche riescono a mettere in fuga e sbaragliare l'esercito nemico, anche grazie all'arrivo di Simeone e Murad con tutto il contingente degli addetti alle scorte delle carovane. 

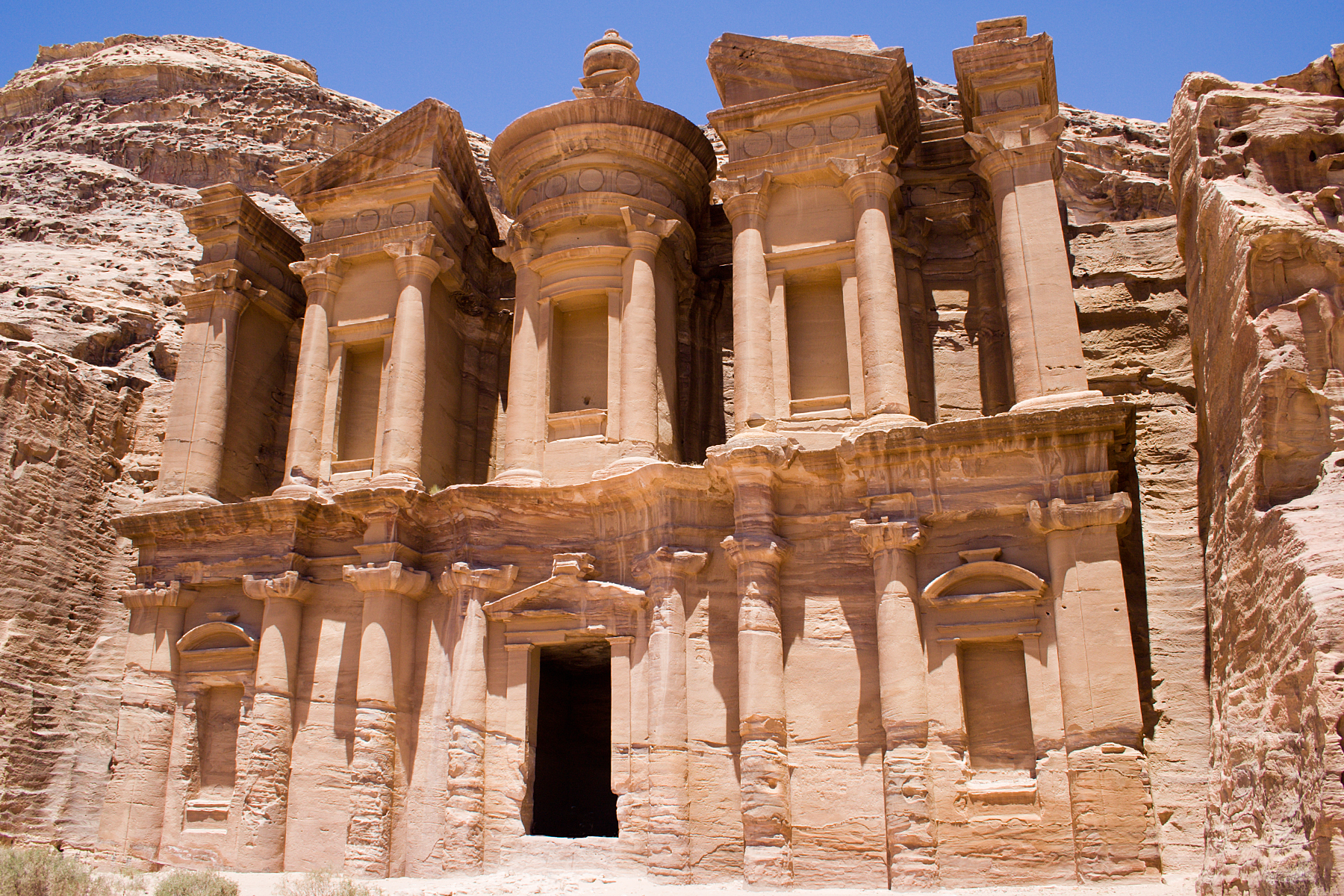
Petra. Macrone e Catone vi giungono inseguendo Banno.

Quindi Macrone e Catone, assieme e Simeone, si mettono sulle tracce di Banno, e vengono a sapere che questi ha rapito il figlio di Miriam di Nazareth, Yusef, e si è rifugiato a Petra chiedendo asilo al re.
Quando i Romani giungono in città, una volta attraversato il Siq, vengono posti agli arresti e solo dopo alcuni giorni di prigionia il re li convoca per comunicare la sua decisione di consegnarli Banno, per non inimicarsi Roma, ma il ribelle è frattanto riuscito a scappare.
Macrone e Catone si rimettono all'inseguimento di Banno e raggiuntolo in un'oasi, Simeone lo uccide in duello.

## Personaggi
- Lucio Cornelio Macrone: Centurione e poi Prefetto della Seconda Coorte Illirica.
- Quinto Licinio Catone: Centurione della Seconda Coorte Illirica.
- Imperatore Claudio: Imperatore romano dal 41 d.C.
- Narciso: Segretario dell'Imperatore Claudio. Assegna a Macrone e Catone la nuova missione in Giudea.
- Gaul: Optio della guarnigione di Gerusalemme.
- Floriano: Centurione, capo del servizio segreto della provincia di Giudea.
- Tiberio Giulio Alessandro: Procuratore della Giudea.
- Artasse: Principe del Regno di Palmira.
- Cassio Longino: Governatore della Siria.
- Banno il Cananeo: Ribelle giudeo.
- Gaio Scrofa: Prefetto della Seconda Coorte Illirica. Verrà destituito da Macrone.
- Joshua: Predicatore morto crocefisso dai romani. Figlio di Miriam di Nazareth e padre di Yusef.
- Simeone di Betsaida: Guida carovaniera giudea.
- Murad: Figlio di Simeone di Betsaida, capo scorta carovaniero.

- Miriam di Nazareth: Madre di Joshua.
- Gaio Lario Postumo: Centurione della Seconda Coorte Illirica.
- Yusef: Nipote di Miriam di Nazareth. Figlio del defunto Joshua.
- Saul: Ribelle della banda di Banno.
- Quintato: Decurione della Seconda Coorte Illirica.
- Silas di Antiochia: Capo carovaniere.
- Proximo: Decurione della Seconda Coorte Illirica.
- Parmenione: Centurione anziano della Seconda Coorte Illirica.
- Cantho: Ausiliario della Seconda Coorte Illirica.
- Tabor: Capo carovaniere di Petra.
- Adul: Capo carovaniere di Petra.
- Sicorace: Ausiliario della Seconda Coorte Illirica.
- Petronio: Ausiliario della Seconda Coorte Illirica.
- Glabaro: Ausiliario della Seconda Coorte Illirica.

## Ambientazione
| Anno    | Età Macrone | Età Catone | Ambientazione       |
| ------- | ----------- | ---------- | ------------------- |
| 46 d.C. | 38 anni     | 21 anni    | GiudeaArabia Petrea |

## Edizioni
- Simon Scarrow, L'aquila dell'impero, traduzione di Monica Ricci, collana Nuova Narrativa Newton, Newton Compton, 15 maggio 2014,  p. 384, ISBN 978-88-541-6442-0.
- Simon Scarrow, L'aquila dell'impero, traduzione di Monica Ricci, collana Gli Insuperabili, Newton Compton, 4 giugno 2015,  p. 384, ISBN 978-88-541-7840-3.
- Simon Scarrow, L'aquila dell'impero, traduzione di Monica Ricci, collana Gli Insuperabili Gold, Newton Compton, 13 luglio 2017,  p. 384, ISBN 978-88-227-0698-0.

## Analisi
- L'aquila dell'impero è il primo romanzo, della serie Eagles of the Empire, ambientato in medio oriente ed in particolare in Siria e Giudea.

- Nel romanzo Macrone assume per la prima volta la carica di Prefetto di Coorte.

- Al termine del romanzo, nei ringraziamenti, Simon Scarrow afferma che la sua permanenza in Giordania, per visitare i luoghi dove ambientare la trama di L'aquila dell'impero, è stata agevolata dalla massima disponibilità del re Abdullah che gli si era presentato quale appassionato della serie su Macrone e Catone[4].